# 혼 모르시요
혼 모르시요 코네사(스페인어: Jon Morcillo Conesa, 1998년 9월 15일, 바스크 주 아모레비에타-에차노 ~)는 스페인의 프로 축구 선수로, 현재 아틀레틱 빌바오에서 좌측 미드필더를 맡고 있다.

## 클럽 경력
모르시요는 바스크인 부친과 무르시아 주 카르타헤나 출신인 모친 사이에 바스크 주 비스카이아 도 아모레비에타-에차노에서 출생하여, 아모레비에타와 두랑고의 유소년부를 거쳤다. 그는 후자의 구단 소속으로 2016년 5월 1일에 0-3으로 패한 비토리아와의 원정 경기에서 1군 신고식을 치렀다.
2016년 6월, 모르시요는 17세의 나이로 아틀레틱 빌바오에 입단하여, 처음에 연계 구단으로 배정되어 지역 리그인 4부 리그에서 활약했다. 이후 그는 3부 리그에 속한 2군으로 올라서 2018년 6월부터 활약했고, 같은 해 8월 25일에는 2-0으로 이긴 투델라노와의 안방 경기에서 막판 4분을 출전해 첫 경기를 치렀다.
2018년 11월 25일, 모르시요는 1-1로 비긴 바라칼도와의 원정 경기에서 선제골로 골망을 흔들면서 2군 무대 첫 골맛을 보았다. 그는 2019-20 시즌에 선수단의 주축 선수로 도약하여 10골을 기록했는데, 특히 2019년 9월 22일에 3-0으로 이긴 투델라노 원정 경기에서는 중앙선에서 차넣는 인상적인 골을 선보이기까지 했다.
2020년 5월 8일, 모르시요는 2023년까지 사자 군단과의 계약을 연장하였고, 얼마 지나지 않아 시즌 개막 전 일정을 위해 1군으로 차출되었다. 그는 2020년 9월 12일에 22번째 생일을 사흘 앞두고 1군이자 라 리가 첫 경기를 출전해 90분을 소화했지만, 그라나다 적지에서 0-2로 패하면서 빛이 바랬다. 2020년 10월, 모르시요는 정식적으로 1군 일원이 되어 등번호 2번이 붙은 유니폼을 받았다.
그는 1군 1년차에 수시로 출전했는데, 레알 마드리드와 바르셀로나와의 경기에도 교체로 출전했으며, 아틀레틱은 2021년 1월에 열린 수페르코파 데 에스파냐에서 두 상대를 모두 이기고 우승했지만, 3달 뒤, 1년 연기되어 진행된 2020년 코파 델 레이 결승전에는 명단에서 제외되었고, 경기도 레알 소시에다드에 패하는 것으로 끝났다. 코파 델 레이 준결승전에서 승부차기에 주자로 나서서 골망을 흔들고, 결승골을 도운 모르시요는 전년도 대회 결승전이 열리고 2주 만인 4월 17일에 열린 2021년 결승전에 교체 명단으로 대기했으나, 이번에도 출전 기회를 잡지 못했고, 아틀레틱은 바르셀로나에 0-4로 패했다. 같은 달 말, 그는 처음으로 득점을 올렸는데, 2-2로 비긴 바야돌리드와의 안방 경기에서 선제골을 신고했다.

## 국가대표팀 경력
모르시요는 바스크 비공식 대표팀에 차출되어 2020년 11월에 코스타리카와 첫 바스크 대표팀 경기를 치렀다.

## 경력 통계

### 클럽
2021년 7월 1일 기준
| 구단            | 시즌      | 리그              | 리그 | 리그 | 컵   | 컵 | 대륙 | 대륙 | 기타 | 기타 | 합계 | 합계 |
| 구단            | 시즌      | 리그명            | 출장 | 골   | 출장 | 골 | 출장 | 골   | 출장 | 골   | 출장 | 골   |
| --------------- | --------- | ----------------- | ---- | ---- | ---- | -- | ---- | ---- | ---- | ---- | ---- | ---- |
| 두랑고          | 2015–16   | 테르세라 디비시온 | 1    | 0    | —    | —  | —    | —    | —    | —    | 1    | 0    |
| 바스코니아      | 2016–17   | 테르세라 디비시온 | 35   | 6    | —    | —  | —    | —    | —    | —    | 35   | 6    |
| 바스코니아      | 2017–18   | 테르세라 디비시온 | 33   | 6    | —    | —  | —    | —    | —    | —    | 33   | 6    |
| 바스코니아      | 합계      | 합계              | 68   | 12   | 0    | 0  | 0    | 0    | 0    | 0    | 38   | 12   |
| 빌바오 아틀레틱 | 2018–19   | 세군다 디비시온 B | 15   | 1    | —    | —  | —    | —    | —    | —    | 15   | 1    |
| 빌바오 아틀레틱 | 2019–20   | 세군다 디비시온 B | 28   | 10   | —    | —  | —    | —    | 1    | 0    | 29   | 10   |
| 빌바오 아틀레틱 | 합계      | 합계              | 43   | 11   | 0    | 0  | 0    | 0    | 1    | 0    | 44   | 11   |
| 아틀레틱 빌바오 | 2020–21   | 라 리가           | 30   | 2    | 4    | 0  | —    | —    | 2    | 0    | 36   | 2    |
| 경력 합계       | 경력 합계 | 경력 합계         | 142  | 25   | 4    | 0  | 0    | 0    | 3    | 0    | 149  | 25   |

1. ↑  승격 플레이오프전 출전 경기 기록 포함
2. ↑  수페르코파 데 에스파냐 출전 경기 기록 포함

## 수상
아틀레틱 빌바오
- 수페르코파 데 에스파냐: 2020–21[20]
- 코파 델 레이 준우승: 2020–21[15]